# Club Atlético Chacarita Juniors 2023
Questa voce raccoglie le informazioni riguardanti il Club Atlético Chacarita Juniors nelle competizioni ufficiali della stagione 2023.

## Maglie e sponsor
|  | 1ª divisa | 2ª divisa | 3ª divisa |

## Rosa
Rosa aggiornata al 24 luglio 2023.
| N. |                      | Ruolo | Calciatore        |
| -- | -------------------- | ----- | ----------------- |
| -- | Argentina (bandiera) | P     | Federico Losas    |
| -- | Argentina (bandiera) | P     | Cristian Correa   |
| -- | Argentina (bandiera) | P     | Gastón Brambatti  |
| -- | Argentina (bandiera) | P     | Germán Salort     |
| -- | Argentina (bandiera) | D     | Andrés Zanini     |
| -- | Argentina (bandiera) | D     | Enzo Lettieri     |
| -- | Argentina (bandiera) | D     | Nicolás Caro      |
| -- | Argentina (bandiera) | D     | Federico Rosso    |
| -- | Argentina (bandiera) | D     | Franco Quiroz     |
| -- | Argentina (bandiera) | D     | Elián Ávalos      |
| -- | Argentina (bandiera) | D     | Juan González     |
| -- | Argentina (bandiera) | C     | Ricardo Blanco    |
| -- | Argentina (bandiera) | C     | Valentín Chocobar |
| -- | Argentina (bandiera) | C     | Álvaro Cuello     |
| -- | Argentina (bandiera) | C     | Tobías Fernández  |

| N. |                      | Ruolo | Calciatore          |
| -- | -------------------- | ----- | ------------------- |
| -- | Paraguay (bandiera)  | C     | Kevin Fernández     |
| -- | Argentina (bandiera) | C     | Nicolás Gómez       |
| -- | Argentina (bandiera) | C     | Claudio Pombo       |
| -- | Argentina (bandiera) | C     | Luciano Perdomo     |
| -- | Argentina (bandiera) | C     | Matías Rodríguez    |
| -- | Argentina (bandiera) | A     | Marcos Astina       |
| -- | Argentina (bandiera) | A     | Exequiel Beltramone |
| -- | Argentina (bandiera) | A     | Nicolás Cháves      |
| -- | Argentina (bandiera) | A     | Franco Pulicastro   |
| -- | Argentina (bandiera) | A     | Luciano Giménez     |
| -- | Argentina (bandiera) | A     | Gianluca Pugliese   |
| -- | Argentina (bandiera) | A     | Federico Rasic      |
| -- | Argentina (bandiera) | A     | Elías Alderete      |
| -- | Argentina (bandiera) | C     | Rodrigo González    |
| -- | Argentina (bandiera) | C     | Enzo Hoyos          |

## Calciomercato
Dati aggiornati al 7 luglio 2023.

### Sessione estiva
| Acquisti | Acquisti          | Acquisti                | Acquisti                       |
| R.       | Nome              | da                      | Modalità                       |
| -------- | ----------------- | ----------------------- | ------------------------------ |
| A        | Elías Alderete    | Estudiantes (BA)        | fine prestito                  |
| C        | Gonzalo Groba     | Dep. Riestra            | fine prestito                  |
| A        | Marcos Astina     | Alvarado                | acquisto definitivo (gratuito) |
| C        | Matías Rodríguez  | Alvarado                | acquisto definitivo (gratuito) |
| D        | Enzo Lettieri     | Nueva Chicago           | acquisto definitivo (gratuito) |
| D        | Nicolás Caro      | Dep. Riestra            | acquisto definitivo (gratuito) |
| P        | Cristian Correa   | Tristán Suárez          | acquisto definitivo (gratuito) |
| C        | Kevin Fernández   | General Caballero (JLM) | acquisto definitivo (gratuito) |
| D        | Elián Ávalos      | San Lorenzo             | acquisto definitivo (gratuito) |
| C        | Álvaro Cuello     | Estudiantes (RC)        | prestito (31.12.2023)          |
| D        | Andrés Zanini     | Güemes (SdE)            | prestito (31.12.2023)          |
| D        | Franco Quiroz     | San Telmo               | prestito (31.12.2023)          |
| A        | Luciano Giménez   | Boca Juniors            | prestito (31.12.2023)          |
| A        | Gianluca Pugliese | Platense                | prestito (31.12.2023)          |
| C        | Nicolás Gómez     | Ferro Carril Oeste      | prestito (31.12.2023)          |

| Cessioni | Cessioni          | Cessioni            | Cessioni                       |
| R.       | Nome              | a                   | Modalità                       |
| -------- | ----------------- | ------------------- | ------------------------------ |
| A        | Ronaldo Peña      | Universidad Central | fine prestito                  |
| A        | Santiago Godoy    | Racing Club         | fine prestito                  |
| A        | Ignacio Russo     | Rosario Central     | fine prestito                  |
| C        | Saúl Nelle        | Temperley           | cessione definitiva (gratuita) |
| C        | Gonzalo Groba     | Villa Dálmine       | cessione definitiva (gratuita) |
| A        | Mauricio Tévez    | Douglas Haig        | cessione definitiva (gratuita) |
| C        | Agustín Piñeyro   | Acassuso            | cessione definitiva (gratuita) |
| A        | José Méndez       | Racing (C)          | cessione definitiva (gratuita) |
| A        | Facundo Parra     | Juv. Unida (SL)     | cessione definitiva (gratuita) |
| D        | Tomás Berra       | Alvarado            | cessione definitiva (gratuita) |
| D        | Leandro Lacunza   |                     | svincolato                     |
| A        | Nahuel Maidana    |                     | svincolato                     |
| D        | Alejandro Manchot | Macará              | cessione definitiva (gratuita) |
| D        | Abel Masuero      | San Martín (SJ)     | cessione definitiva (gratuita) |
| D        | Juan Alvacete     | Def. de Belgrano    | cessione definitiva (gratuita) |
| D        | Lautaro Formica   | Def. de Belgrano    | cessione definitiva (gratuita) |
| C        | Hernán Fredes     | Juv. Unida (SL)     | cessione definitiva (gratuita) |
| D        | Mariano Del Col   | Boca Unidos         | cessione definitiva (gratuita) |

### Sessione invernale
| Acquisti | Acquisti            | Acquisti      | Acquisti                         |
| R.       | Nome                | da            | Modalità                         |
| -------- | ------------------- | ------------- | -------------------------------- |
| A        | Franco Pulicastro   | Villa Dálmine | prestito con diritto di riscatto |
| A        | Exequiel Beltramone | Talleres (C)  | prestito                         |
| C        | Claudio Pombo       | Sarmiento (J) | prestito                         |

| Cessioni | Cessioni         | Cessioni            | Cessioni            |
| R.       | Nome             | a                   | Modalità            |
| -------- | ---------------- | ------------------- | ------------------- |
| C        | Rodrigo González | Deportivo Xinabajul | Cessione definitiva |
| C        | Ignacio Figueroa | Argentino (M)       | Cessione definitiva |
| A        | Jorge Forastello |                     | svincolato          |
| A        | Elías Alderete   |                     | svincolato          |
| A        | Franco Pérez     | Ituzaingó           | prestito            |
| C        | Enzo Hoyos       | Beroe               | prestito            |

## Risultati

### Primera B Nacional(Zona B)
| Puerto Madryn 11 febbraio 2023, ore 17:00 UTC-3 1ª giornata | Dep. Madryn | 0 – 0 referto | Chacarita Juniors | Stadio Abel Sastre\| Arbitro: \| Giménez \| |
| Arbitro:                                                    | Giménez     |               |                   |                                             |

| Arbitro: | Acita |

|                               |           |  |
| Caro 30’ Cuello 55’ Gómez 77’ | Marcatori |  |

| Arbitro: | Gariano |

|  |           |                         |
|  | Marcatori | 43’ Rodríguez 90’ Gómez |

| Arbitro: | López |

|                                   |           |  |
| Caro 9’ Pugliese 60’ Astina 90+1’ | Marcatori |  |

| Arbitro: | Córdoba |

|            |           |             |
| Juárez 89’ | Marcatori | 85’ Perdomo |

| Arbitro: | Martínez |

|            |           |             |
| Zanini 62’ | Marcatori | 90+4’ Ayala |

| Arbitro: | Arasa |

|  |           |              |
|  | Marcatori | 61’ Pugliese |

| Arbitro: | P. Giménez |

|            |           |                                          |
| Dátolo 42’ | Marcatori | 50’ L. Giménez 58’ L. Giménez 81’ Blanco |

| Arbitro: | Penel |

|            |           |            |
| Blanco 27’ | Marcatori | 82’ Bisanz |

| Arbitro: | Viñas |

|                 |           |            |
| L. Fernández 4’ | Marcatori | 78’ Blanco |

| Arbitro: | Ceballos |

|                                              |           |                                     |
| Blanco 30’ Blanco 47’ Giménez 49’ Cuello 65’ | Marcatori | 20’ (rig.) Romero 77’ (rig.) Romero |

| Buenos Aires 30 aprile 2023, ore 20:15 UTC-3 12ª giornata | Ferro Carril Oeste | 0 – 0 referto | Chacarita Juniors | El templo de Madera\| Arbitro: \| Arasa \| |
| Arbitro:                                                  | Arasa              |               |                   |                                            |

| Arbitro: | Giménez |

|                            |           |                  |
| Rodríguez 46’ Pugliese 63’ | Marcatori | 66’ G. Rodríguez |

| Arbitro: | Penel |

|             |           |            |
| Bonetto 52’ | Marcatori | 16’ Zanini |

| Villa Maipú 21 maggio 2023, ore 14.05 UTC-3 15ª giornata | Chacarita Juniors | 0 – 0 referto | Brown (A) | Stadio Chacarita Juniors\| Arbitro: \| Zunino \| |
| Arbitro:                                                 | Zunino            |               |           |                                                  |

| Arbitro: | Dóvalo |

|                            |           |              |
| Bolzicco 22’ Garnerone 50’ | Marcatori | 45+3’ Zanini |

| Arbitro: | Carreras |

|                                               |           |  |
| Rodríguez 29’ Blanco 79’ Giménez 90+2’ (rig.) | Marcatori |  |

| Villa Maipú 17 giugno 2023, ore 15:05 UTC-3 18ª giornata | Chacarita Juniors | 0 – 0 referto | Dep. Madryn | Stadio Chacarita Juniors\| Arbitro: \| Ejarque \| |
| Arbitro:                                                 | Ejarque           |               |             |                                                   |

| Arbitro: | Giménez |

|  |           |                |
|  | Marcatori | 83’ Pulicastro |

| Arbitro: | Acita |

|                        |           |             |
| Blanco 23’ Giménez 77’ | Marcatori | 41’ Herrera |

| Arbitro: | Dóvalo |

|         |           |  |
| Ham 50’ | Marcatori |  |

| Arbitro: | Y. Possi |

|             |           |  |
| Giménez 83’ | Marcatori |  |

| Arbitro: | L. Comesaña |

|                            |           |            |
| J. González 7’ Giménez 74’ | Marcatori | 33’ Juárez |

| Arbitro: | S. Zunino |

|                            |           |  |
| Giménez 62’ Pugliese 90+4’ | Marcatori |  |

| Arbitro: | Nazareno Arasa |

|             |           |               |
| Giménez 88’ | Marcatori | 20’ Brambillo |

| Arbitro: | Germán Delfino |

|  |           |             |
|  | Marcatori | 89’ Giménez |

| Arbitro: | Pablo Giménez |

|            |           |  |
| Blanco 17’ | Marcatori |  |

| Arbitro: | Franco Acita |

|  |           |             |
|  | Marcatori | 74’ Giménez |

| Arbitro: | Hernán Mastrángelo |

|                                         |           |               |
| Pombo 10’ Zanini 38’ M.E. Rodríguez 84’ | Marcatori | 81’ Colombini |

| Arbitro: | Sebastián Zunino |

|                                |           |  |
| Chiozza 62’ (rig.) Chiozza 87’ | Marcatori |  |

| Arbitro: | Jorge Baliño |

|                      |           |                         |
| Díaz 16’ Ramírez 80’ | Marcatori | 73’ Rodríguez 83’ Pombo |

| Arbitro: | Silvio Trucco |

|           |           |                        |
| López 88’ | Marcatori | 58’ Blanco 78’ Giménez |

| Arbitro: | Andrés Merlos |

|            |           |                     |
| Blanco 79’ | Marcatori | 90+1’ (rig.) Parisi |

| Arbitro: | Nazareno Arasa |

|            |           |             |
| Bieler 54’ | Marcatori | 21’ Giménez |

Classificandosi secondo nella classifica della Zona B, il Chacarita Juniors si è qualificato per il Torneo reducido.

### Torneo reducido

#### Prima fase
| Arbitro: | Emanuel Ejarque |

|                |           |                       |
| Beltramone 12’ | Marcatori | 24’ Arregui 50’ Nieto |

Con la sconfitta per 1-2 subita per mano del Temperley, il Chacarita Juniors è stato eliminato alla prima fase del torneo reducido.

### Copa Argentina

#### Trentaduesimi di finale
| Arbitro: | Gariano |

|                    |           |  |
| Sosa 6’ Bustos 15’ | Marcatori |  |

Con la sconfitta per 2-0 subita dal Talleres, il Chacarita Juniors è stato eliminato ai trentaduesimi di finale di Copa Argentina.

## Statistiche

### Statistiche di squadra
| Competizione       | P.ti | In casa | In casa | In casa | In casa | In casa | In casa | In trasferta | In trasferta | In trasferta | In trasferta | In trasferta | In trasferta | Totale | Totale | Totale | Totale | Totale | Totale | DR  |
| Competizione       | P.ti | G       | V       | N       | P       | Gf      | Gs      | G            | V            | N            | P            | Gf           | Gs           | G      | V      | N      | P      | Gf     | Gs     | DR  |
| ------------------ | ---- | ------- | ------- | ------- | ------- | ------- | ------- | ------------ | ------------ | ------------ | ------------ | ------------ | ------------ | ------ | ------ | ------ | ------ | ------ | ------ | --- |
| Primera B Nacional | 67   | 16      | 10      | 6       | 0       | 29      | 10      | 16           | 8            | 6            | 2            | 17           | 11           | 32     | 18     | 11     | 3      | 46     | 21     | +25 |
| Torneo reducido    | -    | 1       | 0       | 0       | 1       | 1       | 2       | 0            | 0            | 0            | 0            | 0            | 0            | 1      | 0      | 0      | 1      | 1      | 2      | -1  |
| Copa Argentina     | -    | 0       | 0       | 0       | 0       | 0       | 0       | 1            | 0            | 0            | 1            | 0            | 2            | 1      | 0      | 0      | 1      | 0      | 2      | -2  |
| Totale             | -    | 17      | 10      | 6       | 1       | 30      | 11      | 17           | 8            | 6            | 3            | 17           | 13           | 34     | 18     | 11     | 5      | 47     | 25     | +22 |

### Andamento in campionato

#### Zona B
| Giornata  | 1 | 2 | 3 | 4 | 5 | 6 | 7 | 8 | 9 | 10 | 11 | 12 | 13 | 14 | 15 | 16 | 17 | 18 | 19 | 20 | 21 | 22 | 23 | 24 | 25 | 26 | 27 | 28 | 29 | 30 | 31 | 32 | 33 | 34 |
| --------- | - | - | - | - | - | - | - | - | - | -- | -- | -- | -- | -- | -- | -- | -- | -- | -- | -- | -- | -- | -- | -- | -- | -- | -- | -- | -- | -- | -- | -- | -- | -- |
| Luogo     | T | C | T | C | T | C | T | T | C | T  | C  | T  | C  | T  | C  | T  | C  | C  | T  | C  | T  | C  | T  | C  | C  | T  | C  | T  | C  | T  | C  | T  | C  | T  |
| Risultato | N | V | V | V | N | N | V | V | N | N  | V  | N  | V  | N  | N  | P  | V  | N  | V  | V  | P  | V  | V  | V  | N  | V  | V  | V  | V  | P  | N  | V  | N  | N  |
| Posizione | 9 | 3 | 3 | 3 | 3 | 2 | 1 | 1 | 1 | 1  | 1  | 1  | 1  | 1  | 2  | 3  | 3  | 3  | 3  | 2  | 3  | 3  | 3  | 1  | 3  | 1  | 1  | 1  | 1  | 1  | 1  | 1  | 1  | 2  |

Legenda:

Luogo: C = Casa; T = Trasferta. Risultato: R = Rinviata; V = Vittoria; N = Pareggio; P = Sconfitta.

### Statistiche individuali
| Giocatore     | Primera B Nacional | Primera B Nacional | Primera B Nacional | Primera B Nacional | Copa Argentina | Copa Argentina | Copa Argentina | Copa Argentina | Totale   | Totale | Totale      | Totale     |
| Giocatore     | Presenze           | Reti               | Ammonizioni        | Espulsioni         | Presenze       | Reti           | Ammonizioni    | Espulsioni     | Presenze | Reti   | Ammonizioni | Espulsioni |
| ------------- | ------------------ | ------------------ | ------------------ | ------------------ | -------------- | -------------- | -------------- | -------------- | -------- | ------ | ----------- | ---------- |
| M. Astina     | 23                 | 1                  | 2                  | 0                  | 0              | 0              | 0              | 0              | 23       | 1      | 2           | 0          |
| E. Beltramone | 13                 | 1                  | 1                  | 0                  | 0              | 0              | 0              | 0              | 13       | 1      | 1           | 0          |
| R. Blanco     | 32                 | 8                  | 6                  | 0                  | 1              | 0              | 0              | 0              | 33       | 8      | 6           | 0          |
| N. Caro       | 28                 | 2                  | 5                  | 2                  | 0              | 0              | 0              | 0              | 28       | 2      | 5           | 2          |
| N. Cháves     | 8                  | 0                  | 1                  | 0                  | 0              | 0              | 0              | 0              | 8        | 0      | 1           | 0          |
| V. Chocobar   | 3                  | 0                  | 0                  | 0                  | 0              | 0              | 0              | 0              | 3        | 0      | 0           | 0          |
| C. Correa     | 34                 | -24                | 2                  | 0                  | 0              | 0              | 0              | 0              | 34       | -24    | 2           | 0          |
| Á. Cuello     | 33                 | 2                  | 12                 | 0                  | 1              | 0              | 0              | 0              | 34       | 2      | 12          | 0          |
| E. Lettieri   | 4                  | 0                  | 1                  | 1                  | 0              | 0              | 0              | 0              | 4        | 0      | 1           | 1          |
| K. Fernández  | 10                 | 0                  | 0                  | 0                  | 1              | 0              | 1              | 0              | 11       | 0      | 1           | 0          |
| T. Fernández  | 11                 | 0                  | 2                  | 0                  | 1              | 0              | 1              | 0              | 12       | 0      | 3           | 0          |
| L. Giménez    | 33                 | 11                 | 12                 | 0                  | 1              | 0              | 1              | 0              | 34       | 11     | 13          | 0          |
| J. González   | 32                 | 1                  | 5                  | 0                  | 0              | 0              | 0              | 0              | 32       | 1      | 5           | 0          |
| N. Gómez      | 23                 | 2                  | 6                  | 0                  | 1              | 0              | 0              | 0              | 24       | 2      | 6           | 0          |
| F. Laurelli   | 1                  | 0                  | 0                  | 0                  | 0              | 0              | 0              | 0              | 1        | 0      | 0           | 0          |
| E. Lettieri   | 11                 | 0                  | 3                  | 0                  | 1              | 0              | 0              | 0              | 12       | 0      | 3           | 0          |
| F. Losas      | 1                  | 0                  | 0                  | 0                  | 1              | -2             | 0              | 0              | 2        | -2     | 0           | 0          |
| L. Perdomo    | 33                 | 0                  | 9                  | 0                  | 1              | 0              | 0              | 0              | 34       | 0      | 9           | 0          |
| C. Pombo      | 12                 | 1                  | 2                  | 0                  | 0              | 0              | 0              | 0              | 12       | 1      | 2           | 0          |
| G. Pugliese   | 29                 | 4                  | 2                  | 0                  | 1              | 0              | 0              | 0              | 30       | 4      | 2           | 0          |
| F. Pulicastro | 13                 | 1                  | 0                  | 0                  | 0              | 0              | 0              | 0              | 13       | 1      | 0           | 0          |
| F. Rasic      | 14                 | 0                  | 1                  | 0                  | 1              | 0              | 0              | 0              | 15       | 0      | 1           | 0          |
| M. Rodríguez  | 33                 | 4                  | 2                  | 0                  | 1              | 0              | 0              | 0              | 34       | 4      | 2           | 0          |
| F. Quiroz     | 32                 | 0                  | 11                 | 2                  | 1              | 0              | 0              | 0              | 33       | 0      | 11          | 2          |
| A. Zanini     | 31                 | 2                  | 13                 | 2                  | 1              | 0              | 1              | 0              | 32       | 2      | 14          | 2          |
| E. Alderete   | 3                  | 0                  | 0                  | 0                  | 0              | 0              | 0              | 0              | 3        | 0      | 0           | 0          |
| E. Hoyos      | 15                 | 0                  | 1                  | 0                  | 1              | 0              | 0              | 0              | 16       | 0      | 1           | 0          |